# Суп-пюре

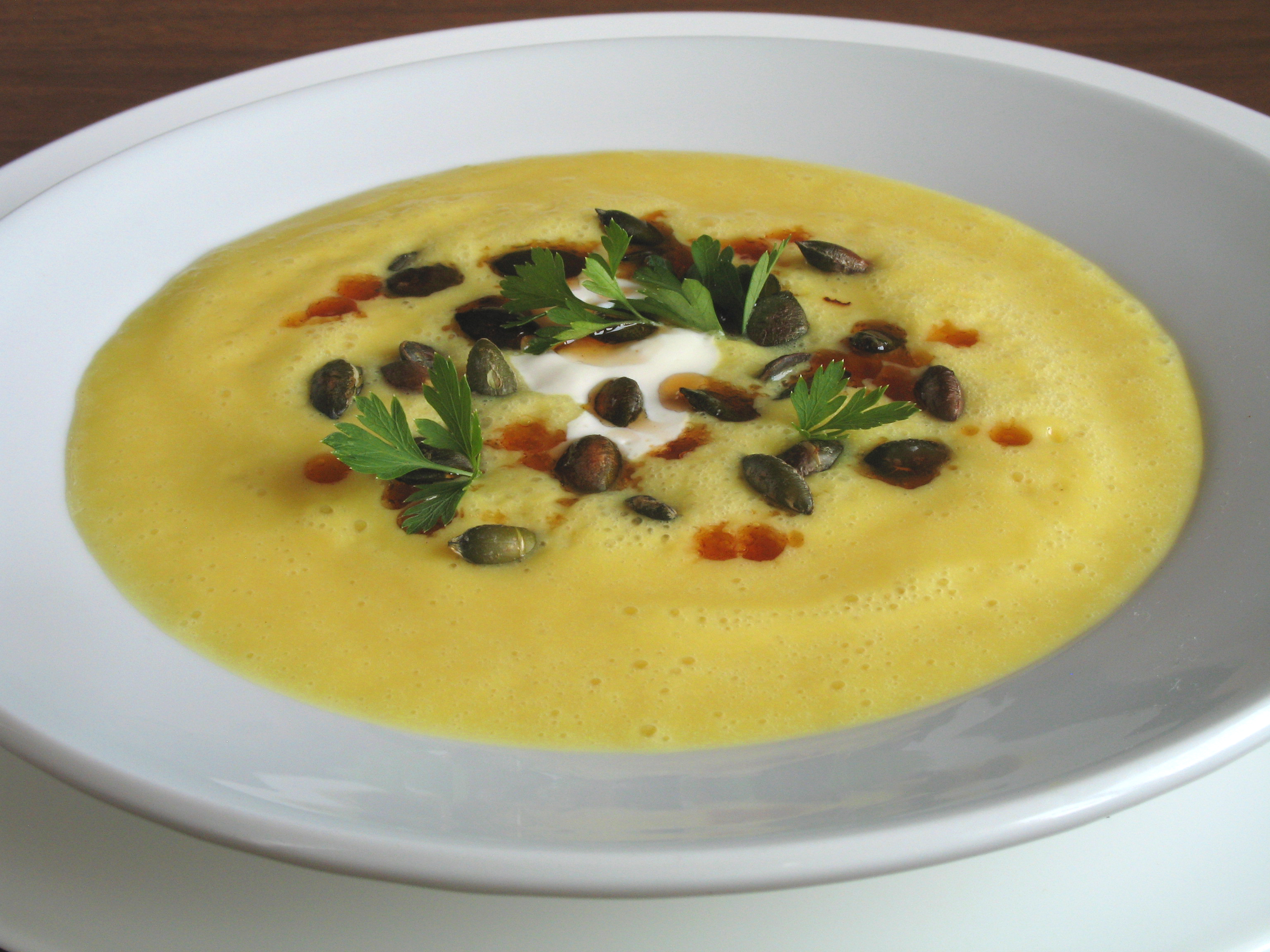
Тыквенный крем-суп, сервированный с тыквенными семечками, сметаной и кунжутным маслом

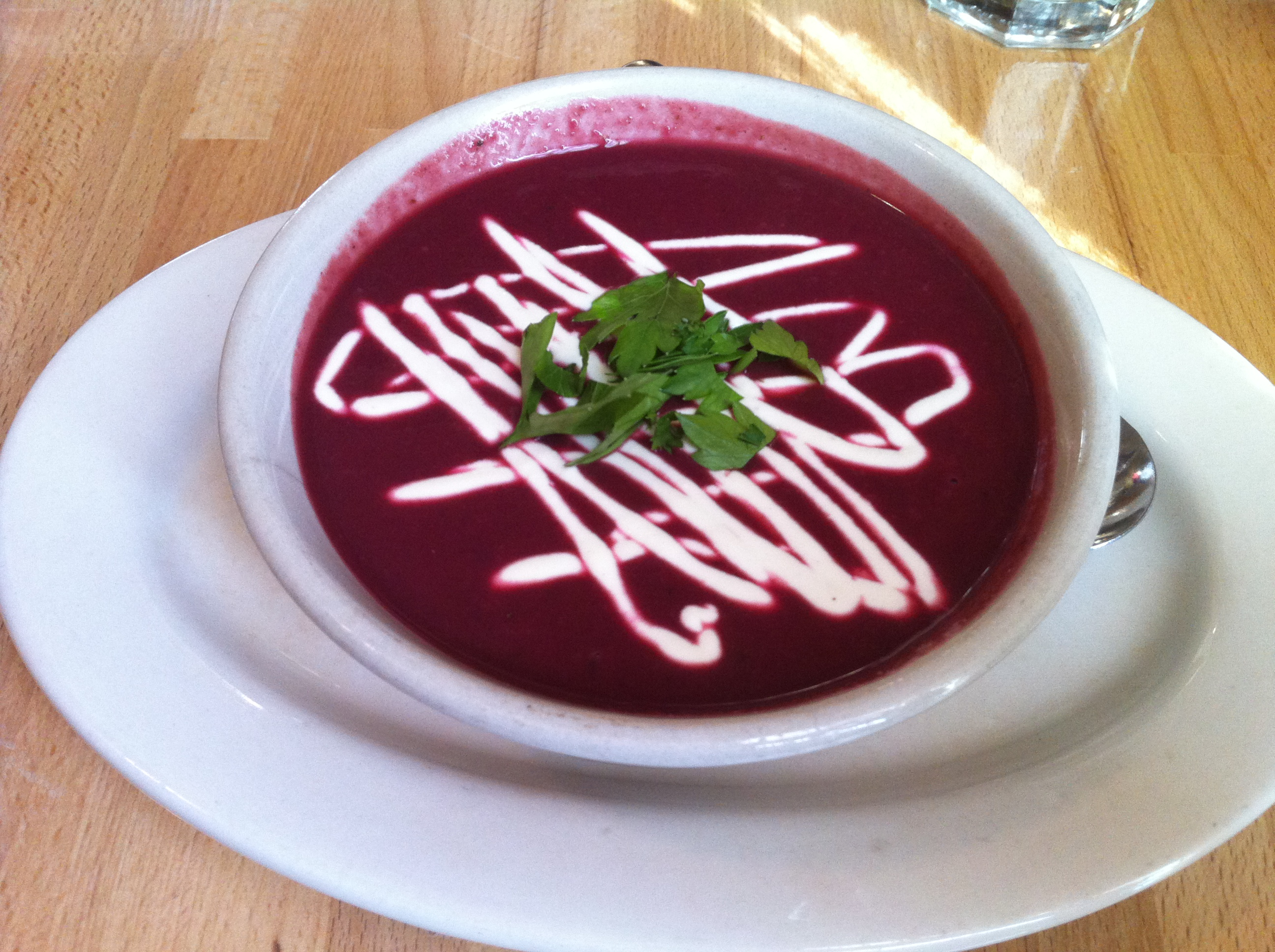
Пюрированный грибной суп со свёклой

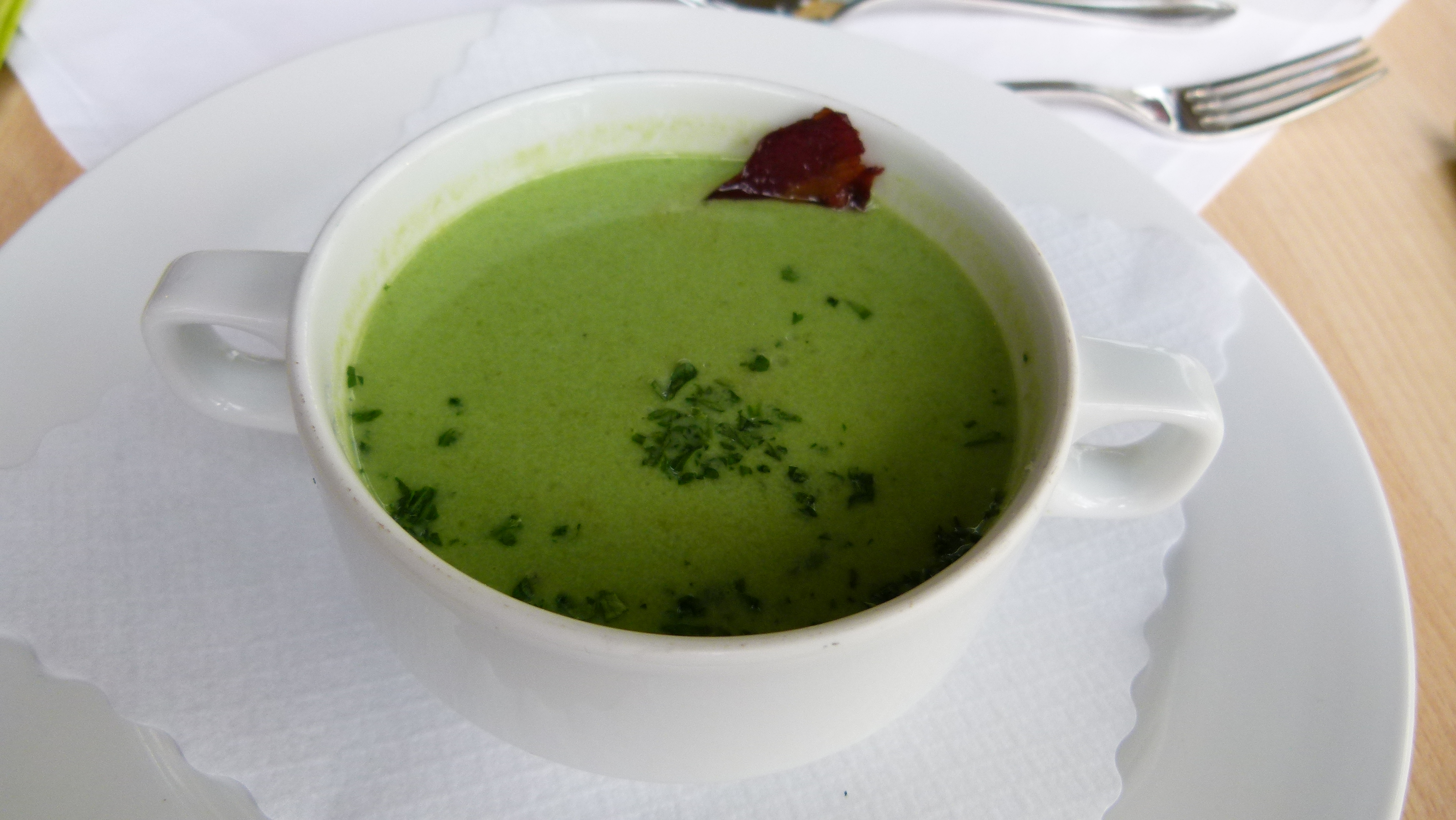
Суп из молодого горошка со шпигом

Суп-пюре, пюрированный суп — густой суп на основе пюре из отваренных и протёртых мяса, рыбы и морепродуктов, грибов, овощей, круп и бобовых, соединённого с мучной пассеровкой. Супы-пюре имеют французское происхождение и прежде в кулинарных книгах назывались «французскими». Наряду с прозрачными бульонами пюреобразные супы являются основным видом супов в западноевропейских кухнях. В русской народной кухне протёртые супы готовили только из гороха, разваривая его до размягчения.
Супы-пюре имеют стабильную однородную консистенцию сметаны без осадка и комков благодаря наличию в них крахмалистых компонентов, заправке из пассерованной пшеничной муки и за счёт измельчения гарнирной части до размеров частиц не более 1 мм. Пюрированный суп, загущенный яично-молочным льезоном, молоком и сливочным маслом либо сливками, называется суп-крем или крем-суп. В старой европейской кулинарной школе для загущивания овощных супов-пюре применяли так называемый «шлем» (от нем. Schleim — «слизистый отвар») — вязкую крупяную массу из разваренного протёртого риса или перловки. Суп-пюре на крупяном отваре называется суп-шлем, такие «слизистые супы» давно известны в диетическом питании, особенно при гастритах. Со времён СССР в диетическом питании известна номерная система диет М. И. Певзнера, в которой для диет № 1 и 5, например, рекомендуется «суп слизистый из рисовой крупы с куриным пюре».
Мясные супы-пюре готовят из говяжьего мяса, телятины и крольчатины, а также домашней птицы и дичи. Для рыбных супов-пюре подходят прежде всего карп, корюшка, навага, судак и треска. Деликатесными считаются раковый суп и биск. Овощные и крупяные супы-пюре готовят на мясных и куриных бульонах, а также на овощных и крупяных отварах с добавлением молока. В «Книге о вкусной и здоровой пище» 1954 года приведены рецепты овощных супов-пюре из картофеля, тыквы, моркови, стручков фасоли, цветной капусты, спаржи, помидоров, зелёного салата, зелёного горошка, шампиньонов и белых грибов, фасоли и гороха, консервированной кукурузы, а также мясных супов-пюре из печёнки, курицы, дичи, рыбы и консервированных крабов.
Для приготовления супа-пюре отваренные продукты измельчают через сито или в блендере, некоторые продукты требуют предварительного измельчения на мясорубке или в ступке. Бульон или овощной отвар для супа-пюре сначала проваривают с мучной заправкой, разведённой с холодным бульоном, иногда с добавлением сливочного масла или другого жира, затем соединяют с пюреобразным гарниром, доводят до кипения и приправляют специями. Льезон из смеси яичных желтков с холодным молоком для крем-супа загущивают на водяной бане и вводят в суп при помешивании непосредственно перед подачей без дополнительного кипячения. Для улучшения вкуса, придания нежности и повышения пищевой ценности супы-пюре перед подачей иногда заправляют сливочным маслом. Пюрированные супы обычно сервируют в бульонных чашках, иногда украшают небольшим количеством основного варёного продукта и подают к ним на пирожковых тарелках крутоны, кукурузные хлопья, печёные пирожки из кислого теста, начинённые разными фаршами, и другие гарниры.
Для облегчения процесса приготовления супов-пюре предназначены бытовые суповарки, представляющие собой варочный ковш с блендером. Некоторые модели суповарок позволяют с помощью функции «соте» произвести термическую обработку отдельных ингредиентов до запуска основной программы варки.